# International Pen Friends
Pour les articles homonymes, voir IPF.
International Pen Friends ou International Penfriends (IPF) est le nom de la plus grande et plus ancienne organisation promouvant la correspondance par lettres à travers le monde. Elle a été fondée en 1967 par l'Irlandais Neil O'Donnell,. Depuis 2001, l'association est présidée par Julie Delbridge. 